# Lombarzilor 8
Lombarzilor 8 este un serial românesc de televiziune din anul 2006 regizat de Alexandru Maftei, Andreea Păduraru, Titus Muntean, Hadrian Marcu. Rolurile principale au fost interpretate de actorii Luminița Gheorghiu, Teodor Corban, Ion Besoiu. Au fost difuzate 14 episoade pe postul B1 TV.

## Prezentare
Povestea familiei Matei, o familie de condiție medie din România zilelor noastre: momente de criză, certuri, un divorț, problemele copiilor plecați de acasă... Acțiunea serialului gravitează în jurul Ilincăi, a lui Vasile Matei și a celor cinci copii ai lor, o familie care trăiește drama dezintegrării pe fondul conflictelor generate de lipsa de comunicare, de perspectiva socială, de orizont.

## Distribuție
Distribuția filmului este alcătuită din:
- Radu Amzulescu — Victor
- Dorian Boguță — Leonard Matei
- Monica Bîrlădeanu — Ana
- Lucian Pavel — Paul
- Mimi Brănescu — Ștefan Matei
- Ileana Stana Ionescu — Cati
- Teodor Corban — Vasile Matei
- Tudor Aaron Istodor — Sorin Matei
- Ion Besoiu — Tataie
- Irina Chiosa — Catrina Matei
- Luminița Gheorghiu — Ilinca Matei
- Laura Creț — Aura
- Clara Vodă — Magda Matei